# Refúgio de Vida Silvestre Padre Sérgio Tonetto
Sérgio Tonetto é um Refúgio de Vida Silvestre (REVIS) para proteção Integral, criado em 2016 nos Decretos Estaduais 1 566 e 1 567, localizado no município brasileiro de Maracanã, no estado do Pará. Em uma área de 339,28 hectares.
O Refúgio tem objetivo de: preservar os ambientes para reprodução de espécies ou comunidades da flora e da fauna local ou migratória, preservação de um ecossistema raro neste Estado, o campo cerrado.